# 阿尔斯-迪洛
阿尔斯-迪洛（法語：Arces-Dilo，法語發音：[aʁs dilo]）是法国勃艮第-弗朗什-孔泰大区约讷省的一个市镇，位于该省北部偏东，属于桑斯区。该市镇于1976年由原市镇阿尔斯（Arces）和迪洛（Dilo）合并而成。

## 地理
阿尔斯-迪洛（48°5'27"N, 3°35'51"E）面积27.02 平方千米，位于法国勃艮第-弗朗什-孔泰大區约讷省，该省份为法国中北部内陆省份，西接卢瓦雷省，西北接塞纳-马恩省，南至涅夫勒省，东临科多尔省，东北与奥布省接壤。
与阿尔斯-迪洛接壤的市镇（或旧市镇、城区）包括：富尔诺丹、贝勒绍姆、尚普洛、奥特地区比西、库卢尔、沃德尔、沃尼济、维勒谢蒂沃。
阿尔斯-迪洛的时区为UTC+01:00、UTC+02:00（夏令时）。

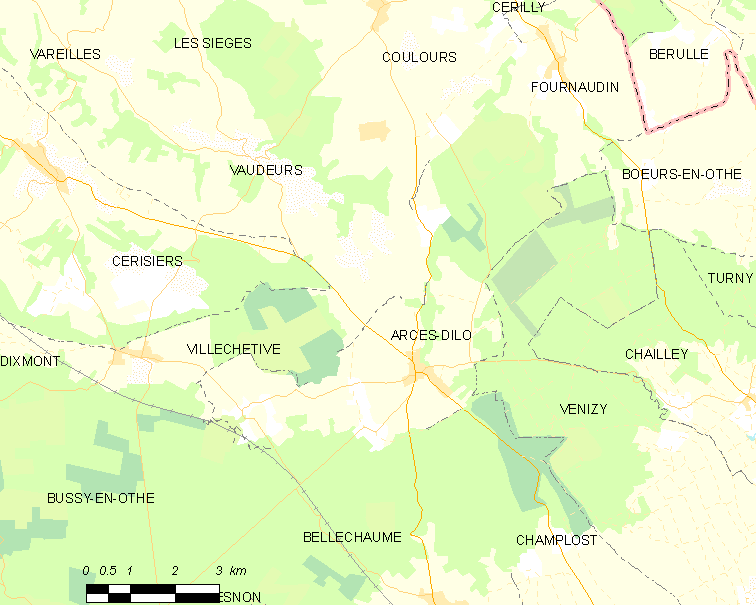
阿尔斯-迪洛的OSM定位图

## 行政
阿尔斯-迪洛的邮政编码为89320，INSEE市镇编码为89014。

## 政治
阿尔斯-迪洛所属的省级选区为阿尔芒松河畔布列农县。

## 人口

1962-2008年间阿尔斯-迪洛人口变化图示

阿尔斯-迪洛于2022年1月1日时的人口数量为612人。